# Schronisko nad Bramą
Schronisko nad Bramą – jaskinia, a właściwie schronisko, w Dolinie Kościeliskiej w Tatrach Zachodnich. Wejście do niej znajduje się w żlebie Głębowiec, bocznym odgałęzieniu żlebu Żeleźniak, ponad Żeleźniakową Bramą, na wysokości 1310 metrów n.p.m.  Jaskinia jest pozioma, a jej długość wynosi 6 metrów.

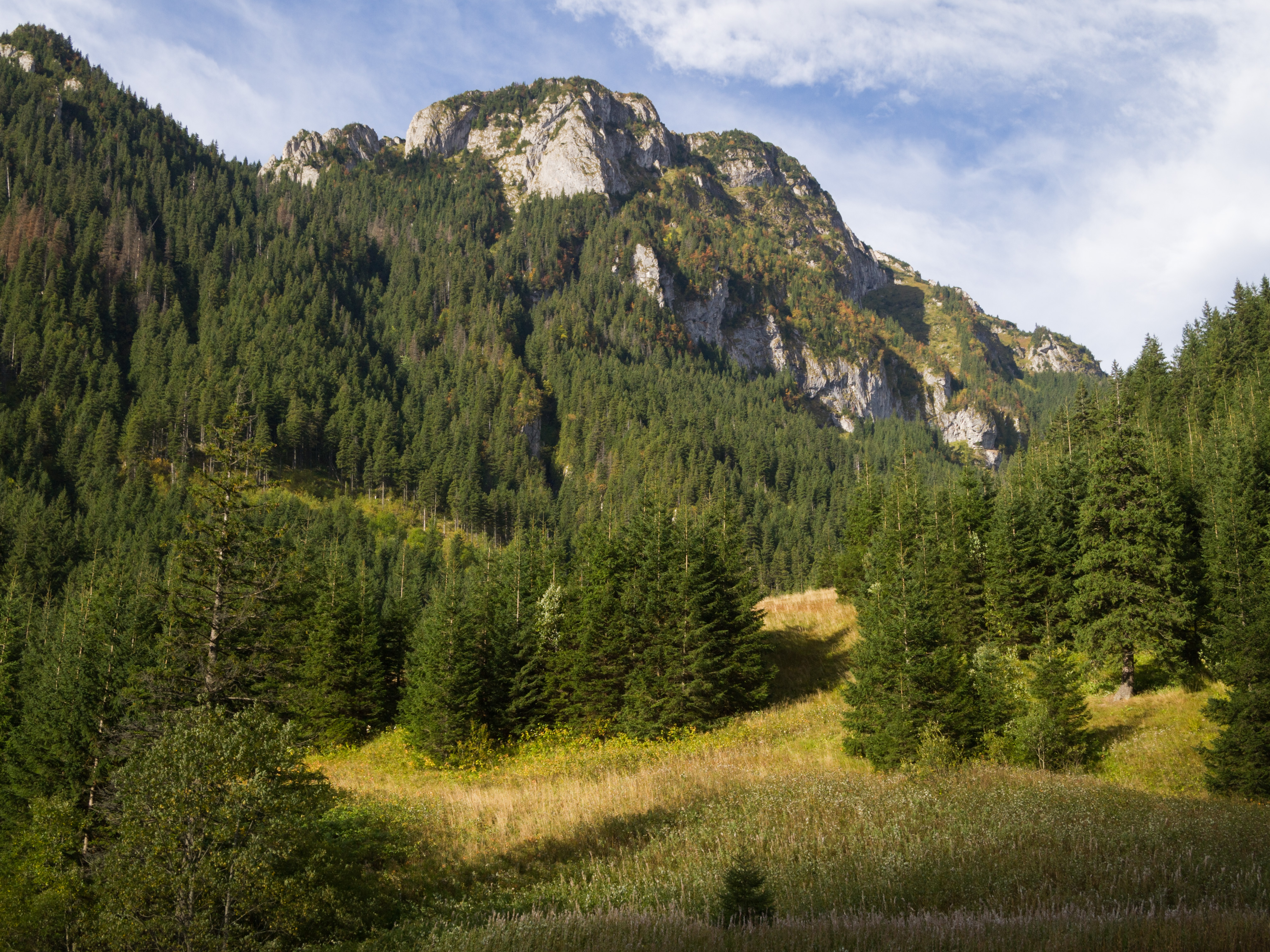
W środku pokryty lasem żleb Głębowiec

## Opis jaskini
Jaskinię stanowi nyża znajdująca się zaraz za dużym, szczelinowym otworem wejściowym. Przechodzi ona w ciasny, szczelinowy korytarzyk kończący się namuliskiem po 2,5 metrów.

## Przyroda
W jaskini brak jest nacieków. Na ścianach rosną mchy, glony, porosty oraz rośliny zielone.

## Historia odkryć
Jaskinia była znana od dawna. Zachowały się wyryte na ścianach znaki poszukiwaczy skarbów. Pierwszy plan i opis jaskini sporządziła I. Luty przy pomocy A. Ciach i M. Kapełusia w 1981 roku.